# Mbam (Fluss)
Der Mbam ist ein Fluss in Kamerun.

## Verlauf

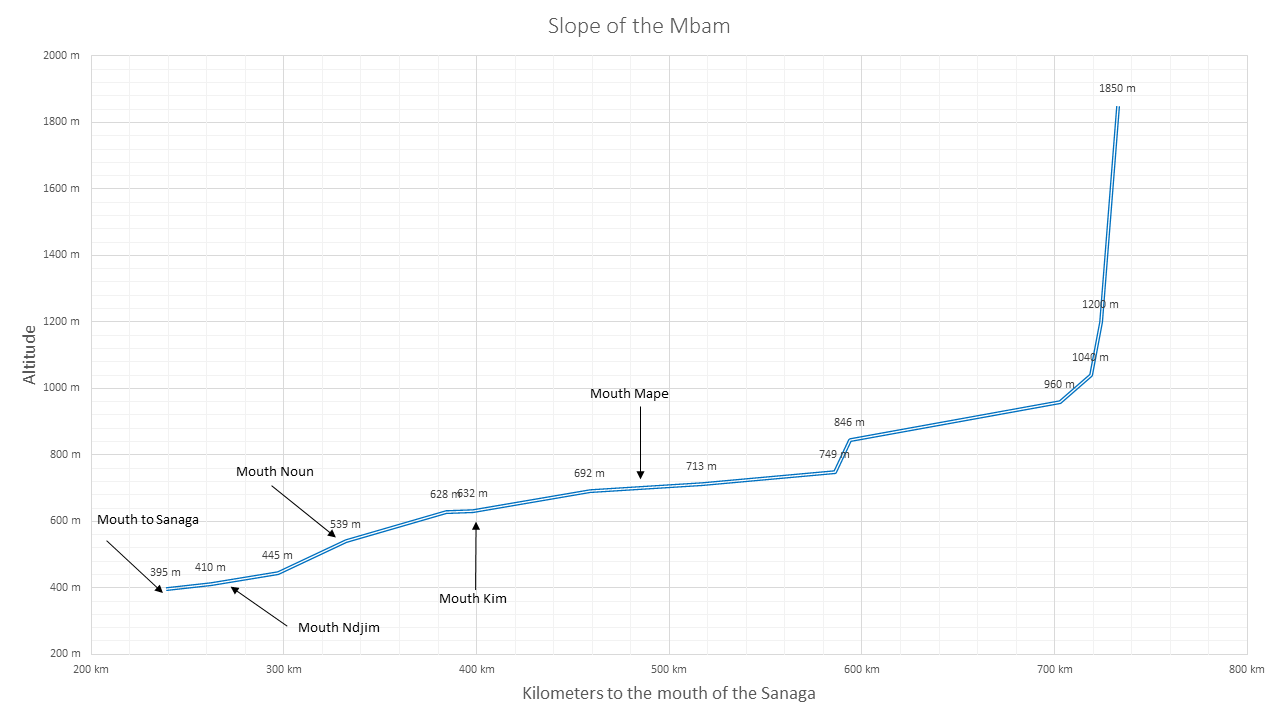
Grafische Darstellung des Sohlengefälles des Mbam

Es ist der größte Nebenfluss des Sanaga und mündet bei Ebebda in diesen. Sein Quellgebiet liegt im Hochland von Adamaua. Von dort fließt er in südliche Richtung. Mit einer Länge von 494 km entwässert er ein Gebiet von etwa 42.500 km².

## Entdeckung
Der wahrscheinlich erste Europäer, der den Mbam erreichte, war Kurt Morgen im Jahre 1889. Er nannte ihn Kaiser-Wilhelm-Fluss. Diese Bezeichnung setzte sich jedoch bereits während der deutschen Kolonialzeit in Kamerun nicht durch.

## Hydrometrie
Die Durchflussmenge des Flusses wurde 29 Jahre lang (1951–1980) am Pegel Goura, etwa 20 km oberhalb der Mündung in m³/s gemessen.
- Diagrammdaten:
- Definition |
- Rohdaten |
- Hilfe